# Sterling, Connecticut
Sterling är en kommun (town) i Windham County i delstaten Connecticut, USA. Vid folkräkningen år 2000 bodde 3 099 personer på orten. Den har enligt United States Census Bureau en area på totalt 70,7 km² varav 0,2 km² är vatten.